# Scolelepis bonnieri
Scolelepis bonnieri är en ringmaskart som först beskrevs av Mesnil 1896.  Scolelepis bonnieri ingår i släktet Scolelepis och familjen Spionidae. Arten är reproducerande i Sverige. Inga underarter finns listade i Catalogue of Life.